# Курбангалеева-Сафиуллина, Суфия Шарафулловна
Суфия́ Шарафу́лловна Курбангале́ева (Сафиу́ллина) (баш. Суфия Шәрәфулла ҡыҙы Ҡорбанғәлиева (Сәфиуллина); род. 13 февраля 1949, Байгузино или Ишимбайский район) — башкирская актриса, преподаватель высшей школы, переводчик на башкирский язык. Служит в Башкирском академическом театра драмы имени Мажита Гафури (с 1973 г.). Народный артист Башкирской АССР, Заслуженный артист Российской Федерации (2000) и Заслуженный артист Башкирской АССР.
Доцент в Уфимской государственной академии искусств имени Загира Исмагилова. На кафедре режиссуры и мастерства актёра работает с 20.09.1989.
Автор многих научных трудов, учебно-методических пособий. «Ею блестяще переведёны на башкирский язык рассказы Чехова».

## Образование
- 1967 г. — БРГИ № 2 (Ишимбай) (10 «Б» класс)[4]
- 1973 г. — театральный факультет УГИИ (Уфимский государственный институт искусств, ныне Уфимская государственная академия искусств им. Загира Исмагилова) (кл. проф. Г. Г. Гилязева)[5] (класс выдающихся деятелей театра — профессоров Габдуллы Гилязева и Фардуны Касимовой)[3].

## Репертуар
Салли («Чужая звезда» Х. Вуолийоки), Залифа («Обет» З.Биишева), Харисова («Тринадцатый председатель» А. Абдуллин), Ирида («Не бросай огонь, Прометей!» М. Карим), Зульфия («Свояки» И. Абдуллин), Гульфина («Колыбельная» Т. Миннуллин), Асия («Стол на четверых» Н. Гаитбаев), Наташа («Три сестры» А. Чехов), Домна Пантелеевна («Таланты и поклонники» А. Островский), Корнелия («Великодушный рогоносец» Ф. Кроммелинк), Астра («Каждый ищет любви» Д. Нормет) и др.

## Ученики
Лауреаты Гос. республиканской молодёжной премии имени Ш. Бабича — Амиров А., Зиганшин А., Комкова Р., Халилов А. Дипломанты: региональных конкурсов — Бахтиева А., Камалов В., Мухаметдинов Г., Магадеев Р., Ахметшина А.; республ. — Галина А., Гафаров А., Саитова М.

## Оценка её ролей
К её несомненным достоинствам относятся природная красота и обаяние, колоритный и сочный язык, умение держаться на сцене, редкий дар артистического перевоплощения. Она является яркой характерной актрисой, обладающей высоким импровизационным даром. Созданные Суфиёй Курбангалеевой роли отличаются тонкостью социальной характеристики, часто окрашены добрым юмором. Острохарактерная, иногда гротескная, манера исполнения роли гармонично сочетается со способностью глубоко проникать в сущность создаваемого образа. — bashinform.ru/news/607451/

## Награды
- Почётное звание «Заслуженный артист Российской Федерации» (2000) — за заслуги в области искусства[7]
- Народный артист Башкирской АССР
- Заслуженный артист Башкирской АССР